# Призма Николя

Схема устройства призмы Николя.
Красным обозначен обыкновенный (о) луч (горизонтальная поляризация, перпендикулярна плоскости рисунка), зелёным — необыкновенный (е) луч (вертикальная поляризация, параллельна плоскости рисунка). На рисунке показаны показатели преломления для обыкновенного, необыкновенного и склеивающего слоя, соответственно.

При́зма Ни́коля (сокращённое разговорное — николь) — поляризационное оптическое устройство, в основе принципа действия которого лежат эффекты двойного лучепреломления и полного внутреннего отражения.
Устройство изобрёл Уильям Николь в 1828 году.
В XX веке призма Николя в большинстве применений была вытеснена более простыми и дешёвыми поляроидами, но название призмы сохранилось в методах поляриметрии: когда плоскости поляризации двух поляризаторов, расположенных по разные стороны от исследуемого объекта взаимно перпендикулярны, то такое наблюдение часто называется наблюдением проведённым в скрещённых николях (также обозначается николи Х, XN).

## Конструкция
Призма Николя представляет собой две одинаковые треугольные в сечении призмы, один из углов треугольника прямой, изготовленные из крупных оптически совершенных монокристаллов исландского шпата — орторомбической кристаллической модификации минерала кальцита — карбоната кальция ({\displaystyle {\ce {CaCO3}}}), ранее склеиваемые по длинным сторонам граней тонким слоем канадского бальзама, сейчас для склеивания применяют синтетические клеи и смолы.
Призмы вырезаются из монокристалла так, чтобы торец склеенной призмы был скошен под углом 68° относительно направления проходящего пучка света, а склеиваемые грани составляли прямой угол с торцами. При изготовлении заготовки вырезаются из монокристаллов так, чтобы оптическая ось кристалла была направлена под углом 48°15' к плоскостям граней, на которые падает и выходит свет.
Угловая апертура полной поляризации такой призмы составляет 29°.
Особенностью призмы является изменение направления выходящего луча при вращении призмы, обусловленное преломлением света на скошенных торцах призмы. Призма не применяется для поляризации ультрафиолетового света, так как канадский бальзам поглощает ультрафиолетовое излучение.

## Принцип действия
Неполяризованный свет, проходя через торец призмы, испытывает в двулучепреломляющем кристалле исландского шпата двойное лучепреломление и расщепляется на два луча — обыкновенный, для которого показатель преломления кристалла {\displaystyle n_{o}=1{,}66} и имеет горизонтальную плоскость поляризации (луч AO), и необыкновенный, для которого показатель преломления кристалла {\displaystyle n_{e}=1{,}51} с вертикальной плоскостью поляризации (луч АE). Затем обыкновенный луч испытывает полное внутреннее отражение от склеивающего слоя с показателем преломления {\displaystyle n_{c}=1{,}55}, и, в зависимости от конструкции конкретной призмы, либо отклонённым выходит через нижнюю по рисунку грань призмы, либо поглощается зачернённой нижней гранью — эту грань чернят в большинстве конструкций призм Николя.
Необыкновенный луч проходит в склеивающий половины призмы слой, так как показатели преломления склеивающего слоя и призмы близки, и далее проходит во вторую половину призмы и выходит наружу.

## Применение
Призма Николя находит своё применение наряду с прочими поляризационными устройствами в различных областях науки и техники, хотя в подавляющей части применений они ныне заменены на более технологичные и дешевые плоские поляризаторы.
До появления дешёвых поляроидных плёнок призма Николя использовалась для просмотра стереофотографий, проецируемых на экран (предложено Андертоном в 1891 г.).